# Sushun
L'empereur Sushun (崇峻天皇, Sushun Tennō, 523-592) était le trente-deuxième empereur du Japon, selon l'ordre traditionnel de la succession. Il a régné de 587 à sa mort.
Son nom personnel était prince Hatsusebe (長谷部皇子, Hatsusebe no Miko).

## Généalogie
Sushun était le douzième fils de l'empereur Kinmei, sa mère étant Soga no Oane-hime, une fille de Soga no Iname.

### Épouses et descendance
- Ōtomo-no-Koteko, fille de Ōtomo no Nukade no Muraji, élevée au rang de première consort en 587, dont il eut deux enfants :
  - le prince Hachiko ;
  - la princesse Nishikide.
- Soga Kahakami no Iratsume, sa cousine, fille de Soga no Umako ; consort impériale en 587 ; remariée en 592 à Yamato no Aya no Atahe no Koma, fils de Yamato no Aya no Atahe no Ihawi.

## Règne
Il succède à son demi-frère l'empereur Yōmei en 587, avec le soutien du clan Soga et de sa demi-sœur l'impératrice Suiko, la veuve de l'empereur Bidatsu. Le clan Mononobe s'allie avec le prince Anahobe, un autre fils de Kinmei, et tente d'installer celui-ci sur le trône, mais échoue. Le chef du clan Soga, Soga no Umako, tue Mononobe no Moriya, chef du clan Mononobe, ce qui conduit celui-ci au déclin.
En 592, Sushun perd le soutien du clan Soga, et est assassiné par Umako qui met sur le trône Suiko, qui devient ainsi la première impératrice régnante du Japon.